# Somni (Jaume Plensa)
Dream (somni) és una escultura de 2009 i una peça d'art públic de Jaume Plensa a Sutton, St Helens, Merseyside. Va costar aproximadament 1,8 milions de £ (equivalent a 2.57 £ el 2021). Es va finançar a través de The Big Art Project en coordinació amb l'Arts Council England, The Art Fund i Channel 4.

## Origen
El 2008, St Helens va participar a "The Big Art Project" de Channel 4 juntament amb altres participants. El projecte va culminar amb la presentació de Dream, una escultura situada a l'antic jaciment de la mina Sutton Manor Colliery.
St Helens conserva forts llaços culturals amb la indústria del carbó i té diversos monuments, com ara les portes de ferro forjat de Sutton Manor Colliery, així com la instal·lació del centre de la ciutat de Thompson Dagnall de 1995 coneguda com "The Landings" (que representa persones treballant un carbó). i el monument Anderton Shearer d'Arthur Fleischmann (una peça de maquinària que es va utilitzar per primera vegada a la mina Ravenhead).
L'ajuntament i els residents locals (inclosos aproximadament 15 antics miners de la mineria) van participar en el procés de consulta i comissió mitjançant el qual es va seleccionar Dream. Els plans implicaven un enjardinament complet de la zona circumdant en terrenys que prèviament eren salvatges.

## L'escultura
El somni consisteix en una estructura blanca allargada de 66 peus (20 m) alt, amb un pes de 500 tones, que s'ha modelat per semblar el cap i el coll d'una dona jove amb els ulls tancats en meditació. L'estructura està recoberta de dolomia espanyola blanca brillant, en contrast amb el carbó que s'havia extret en l'espai on resta instal·lada. Va costar gairebé 1,9 milions de lliures i s'espera que esdevingui un símbol tan poderós al nord-oest d'Anglaterra com ho és l'Àngel del nord d' Antony Gormley al nord-est d'Anglaterra.
El mateix Jaume Plensa va afirmar “Quan vaig arribar per primera vegada al lloc vaig pensar de seguida que calia alguna cosa que sortís de la terra. Vaig decidir fer un cap d'una nena de nou anys que representa aquesta idea del futur. És únic."
El disseny original de l'escultura requeria un feix de llum cap al cel des de la part superior del cap, i el títol de treball de l'escultura era Ex Terra Lucem ("Des del terra, llum"), una referència al lema anterior de St Helens. A causa de les objeccions de l'Agència de carreteres, l'escultura no es va il·luminar.